# Everbeek
Everbeek (Frans: Everbecq) is een plaats in de Belgische provincie Oost-Vlaanderen en een deelgemeente van Brakel, het was een zelfstandige gemeente tot aan de gemeentelijke herindeling van 1977. Everbeek ligt in de Vlaamse Ardennen in het zuiden van de provincie, tegen de grens met Wallonië.
De oude dorpskern ligt in het zuiden van de deelgemeente, en wordt Everbeek-Beneden genoemd. Een jongere en afzonderlijke parochie (1868) ligt in het noorden en wordt Everbeek-Boven genoemd. In het spoor van Francies De Schouwer emigreerden tussen 1888 en 1925 zo'n 150 Everbekenaren naar het Canadese Manitoba.
Bij de officiële vastlegging van de taalgrens in 1963 werd de toenmalige gemeente van Henegouwen naar Oost-Vlaanderen overgeheveld.

## Demografische ontwikkeling
- Bronnen:NIS, Opm:1831 tot en met 1970=volkstellingen; 1976 = inwoneraantal op 31 december

## Bezienswaardigheden
- De Onze-Lieve-Vrouwekerk van Everbeek-Beneden
- De Sint-Jozefkerk van Everbeek-Boven
- Het Kasteel d'Harveng is een eclectische woning van rond 1900 van de notarisfamilie d'Harveng. Schrijver Paul de Pessemier 's Gravendries woonde er een tijdje als kind.
- De Everbeekse bossen (Hayesbos, Steenbergbos, Trimpontbos, Kollebroeken) (met de Trimpont )
- De Pijkskapel
- De Hoeve Vandesande
- Wielerhellingen Fayte en Tiep-Tiap

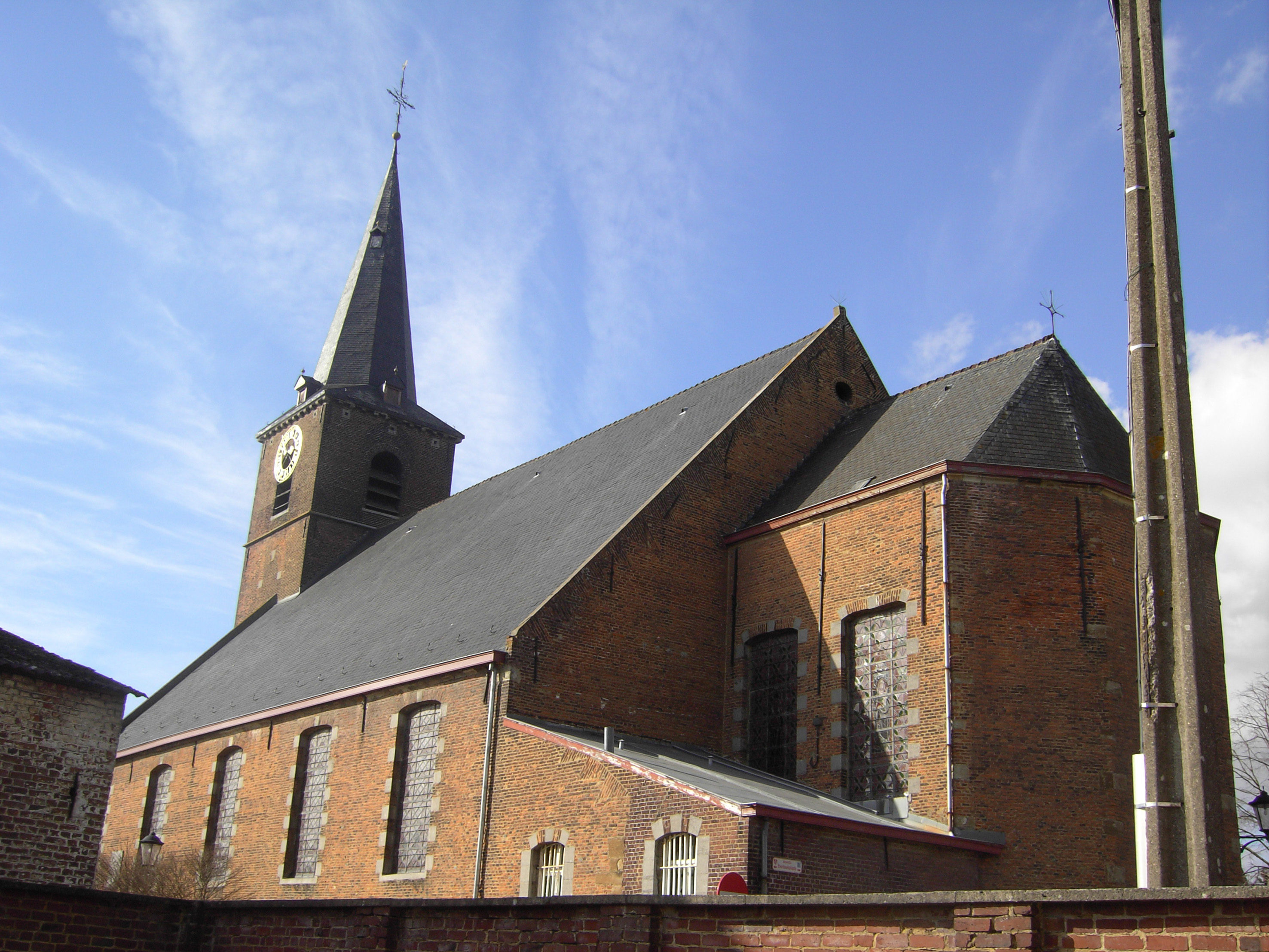
De Onze-Lieve-Vrouwekerk van Everbeek-Beneden
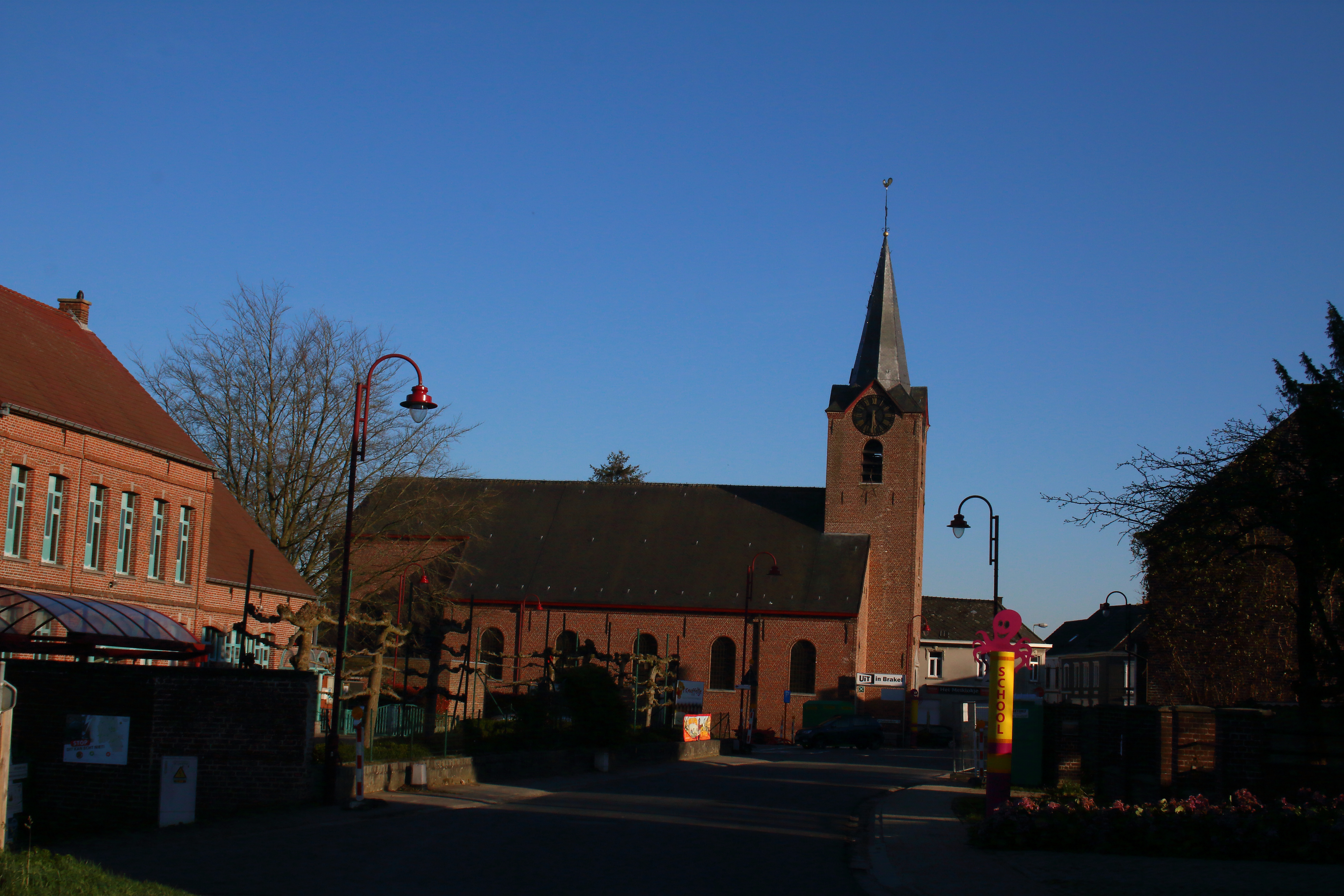
De Sint-Jozefkerk van Everbeek-Boven
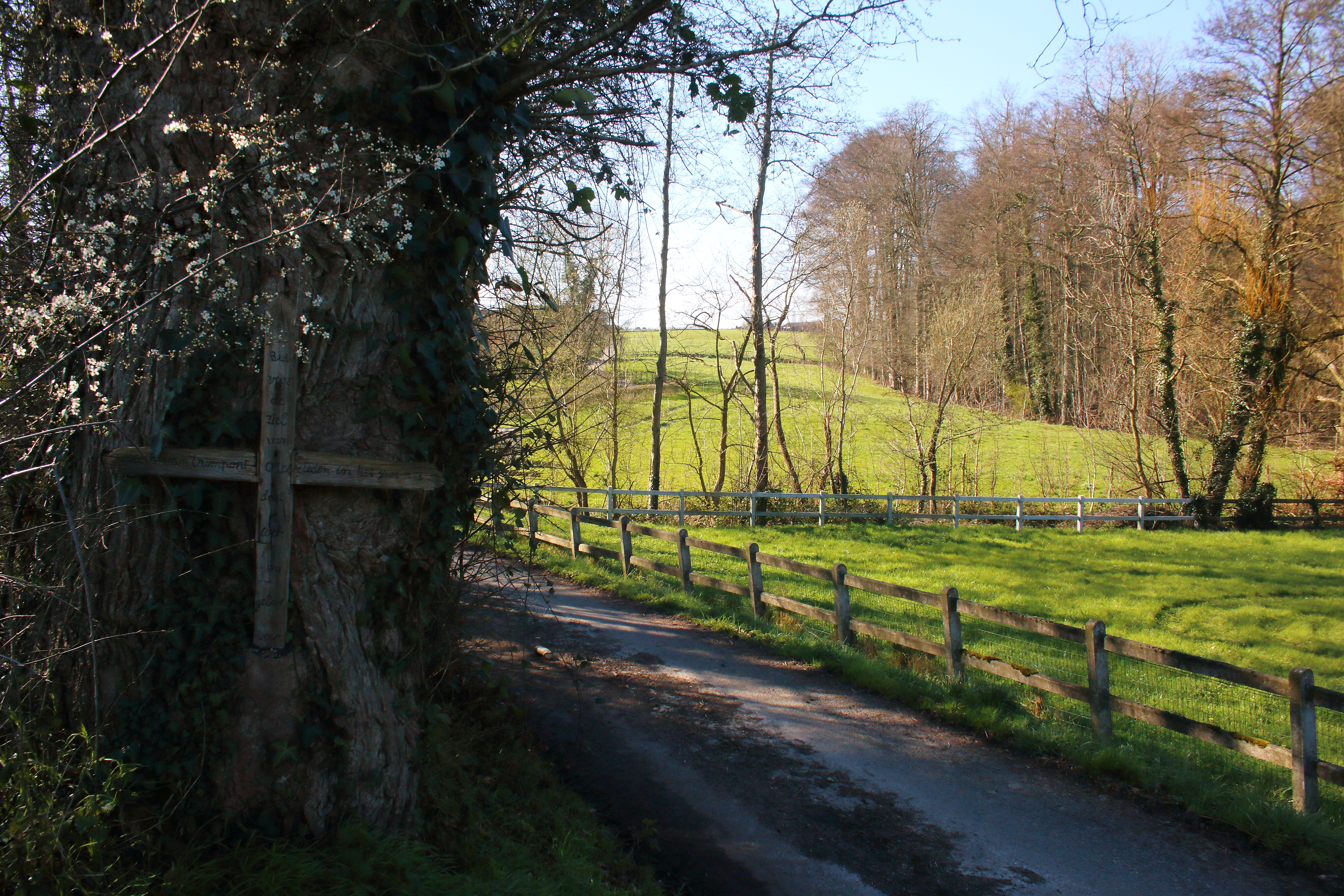
Trimpont
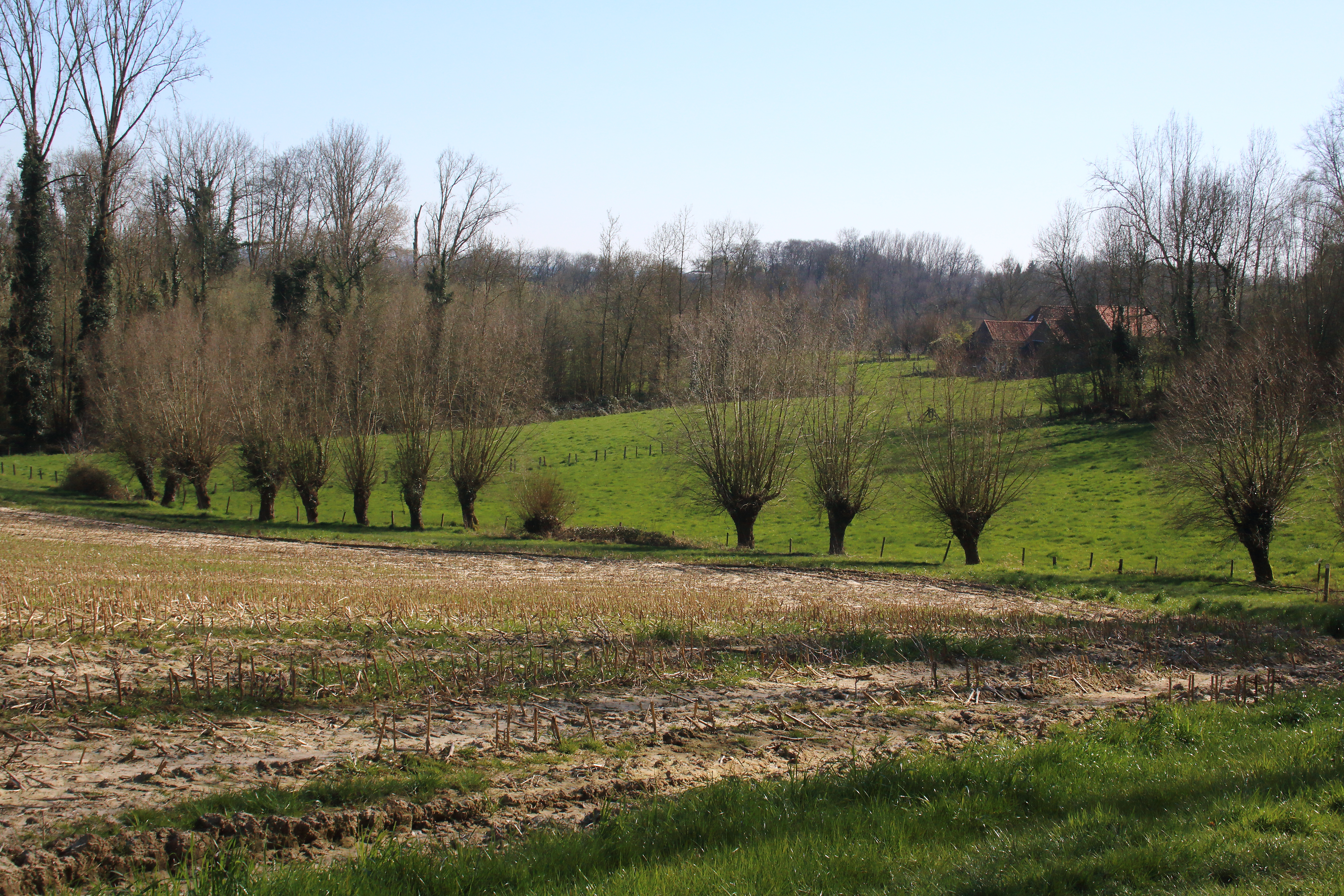
Vlaamse Ardennenlandschap in Everbeek
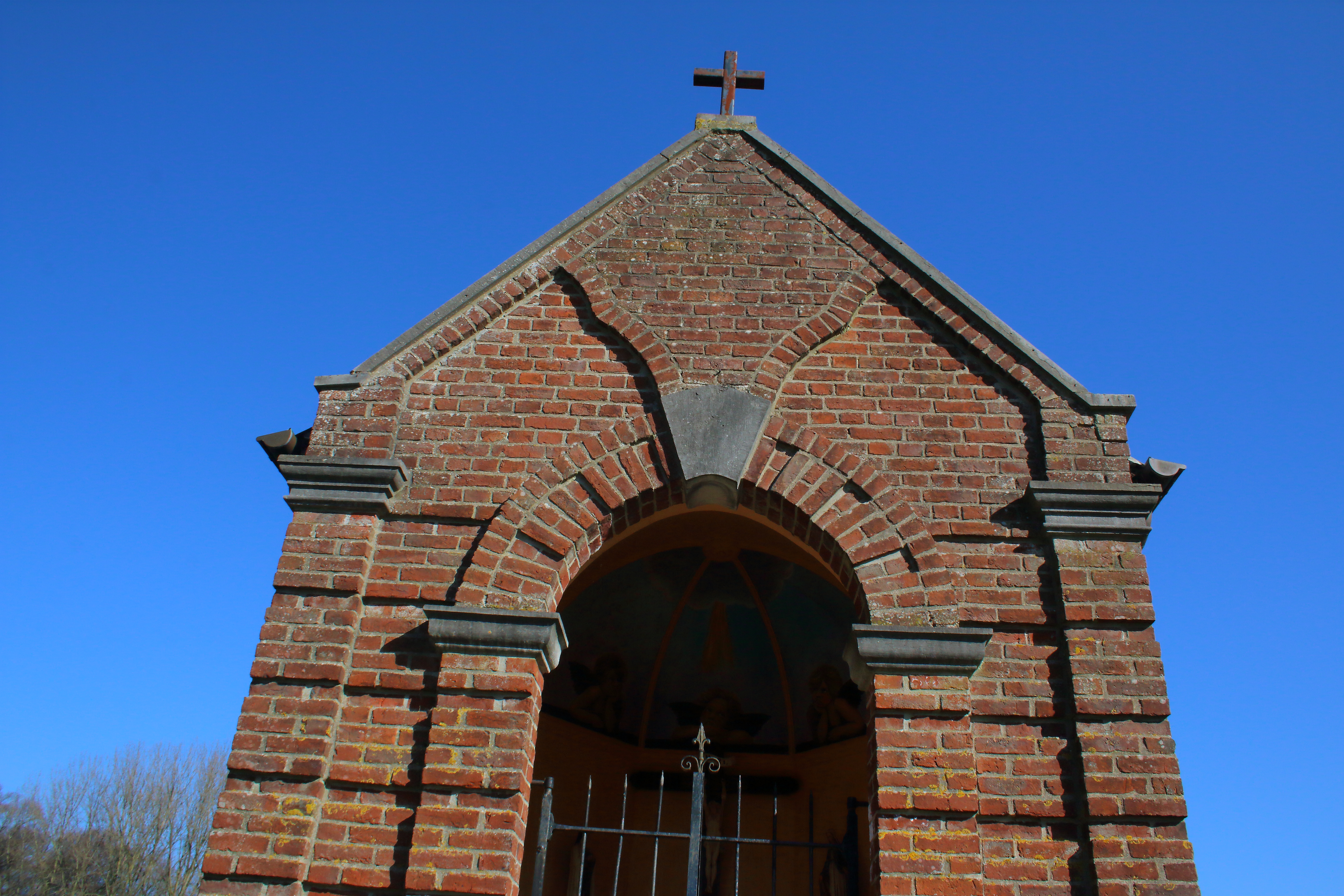
Trimpontkapel
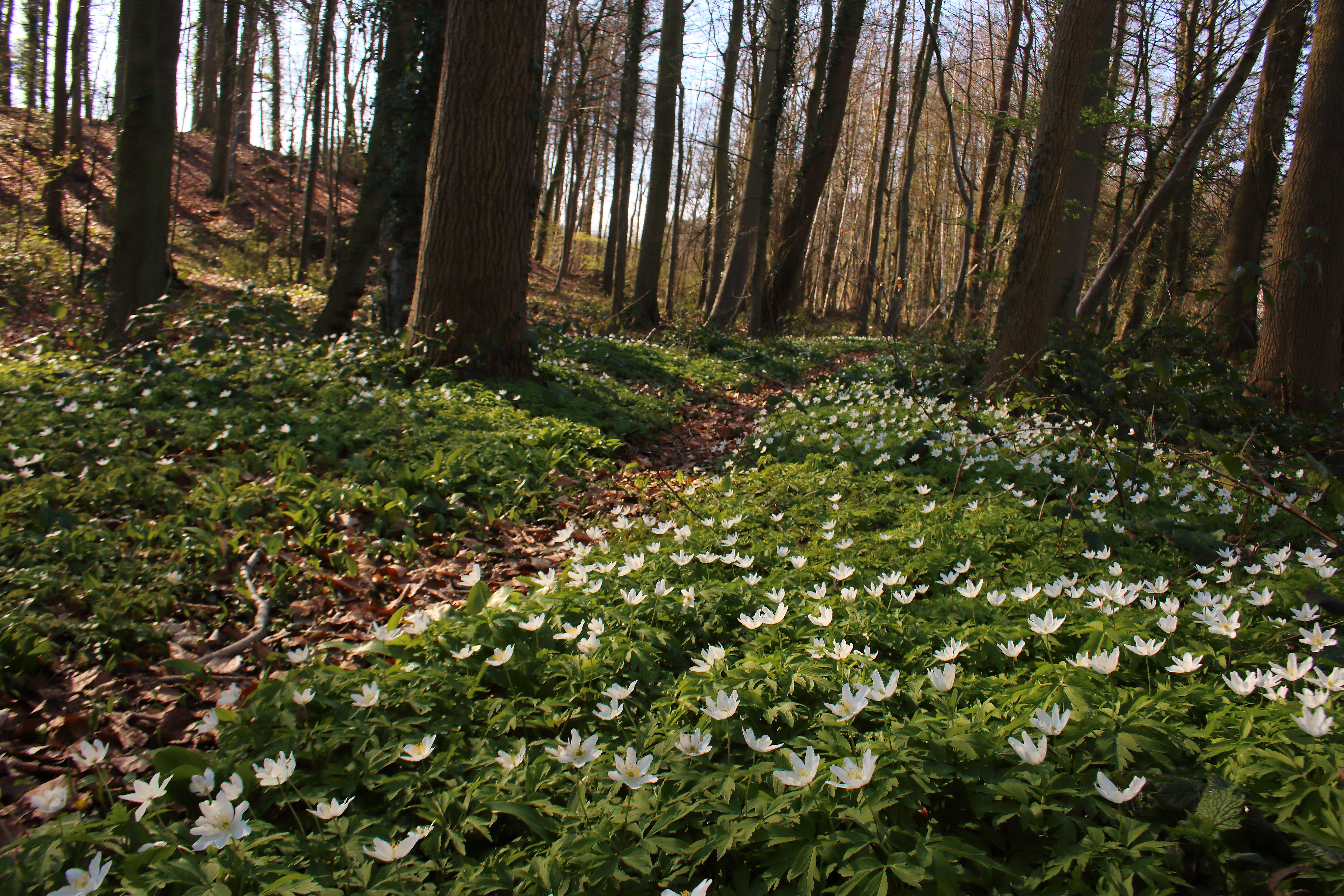
De Everbeekse bossen

## Sport
- In Brakel speelt de voetbalclub SV Everbeek.
- De jaarlijkse Everbeekse wandeltochten die het laatste weekend van juli plaatsvinden.

## Bekende inwoners
- Staf de Clercq, politicus
- Paul de Pessemier 's Gravendries, schrijver
- Daniël Robberechts, schrijver
- Peter Slabbynck, zanger

Deelgemeenten: Elst · Everbeek · Michelbeke · Nederbrakel · Opbrakel · Parike · Zegelsem

Overige dorpen, gehuchten en wijken: Boekkouter · Everbeek-Beneden · Everbeek-Boven · Hutte · Rovorst · Sint-Maria-Oudenhove (deels) · Verrebeek 

Belgische gemeenten · Arrondissement Oudenaarde · Oost-Vlaanderen · Vlaanderen